# Bryan Marshall
Bryan Marshall, född 19 maj 1938 i Battersea, London, död 11 januari 2019 i London, var en brittisk skådespelare.

## Rollista i urval
- 1963, 1968 – Helgonet (TV-serie)
- 1966 – Fallet Alfie
- 1966 – Rasputin
- 1967 – Forsytesagan (TV-serie)
- 1968 – Främlingen på Wildfell Hall (TV-serie)
- 1969 – The Avengers (TV-serie)
- 1971 – Mannen i vildmarken
- 1971 – Onedinlinjen (TV-serie)
- 1971 – Övertalning (TV-serie)
- 1974 – Snärjd i nätet
- 1977 – Älskade spion
- 1978 – Helgonet återvänder (TV-serie)
- 1980 – Den blodiga långfredagen
- 1983 – BMX-gänget slår till!
- 1986 – Robin av Sherwood (TV-serie)
- 1987 – Hjälten från Snowy River
- 1989 – The Punisher
- 1990 – Innan lyckan vänder (TV-serie)
- 1998 – Tillbaka till Aidensfield (TV-serie)
- 2002 – Ett fall för Dalziel & Pascoe (TV-serie)